# Bahnhof Utrecht Centraal
Der Bahnhof Utrecht Centraal, umgangssprachlich Utrecht CS, ist der Hauptbahnhof der niederländischen Stadt Utrecht. Er ist der größte Bahnhof der Niederlande mit 16 Gleisen an 8 Bahnsteigen sowie der am meisten frequentierte Bahnhof der Niederlande mit rund 1.500 Zügen und 229.788 (2024) Fahrgästen pro Tag. Utrecht CS ist mittels ICE International zweistündlich mit Deutschland verbunden. Es gibt Direktzüge nach Oberhausen, Duisburg, Düsseldorf, Köln, Frankfurt am Main und München. Der Bahnhof ist ein wichtiger Umsteigeknoten im Herzen der Niederlande. Fast jede Großstadt der Niederlande hat eine Zugverbindung mit Utrecht. Der Bahnhof liegt an den Bahnstrecken Centraalspoorweg (Utrecht–Kampen), Rhijnspoorweg (Amsterdam–Arnheim), Staatslijn H (Utrecht–Boxtel) und Goudselijn (Utrecht–Rotterdam).

## Geschichte

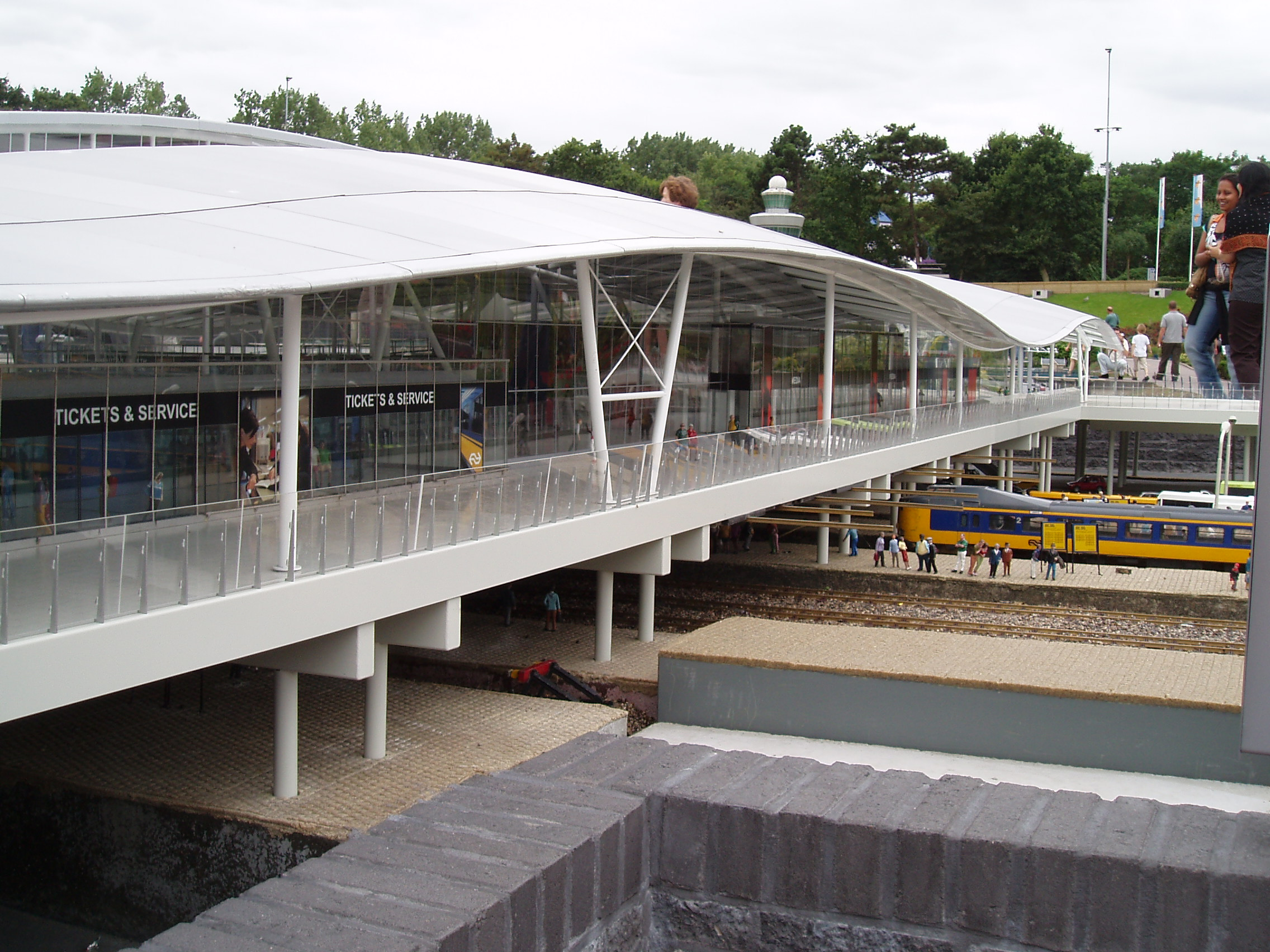
Modell des neuen Bahnhofs in Madurodam

Der erste Bahnhof im heutigen Gebiet des Bahnhofs wurde 1843 eröffnet, als die Nederlandsche Rhijnspoorweg-Maatschappij ihren allerersten Bahnhof in Utrecht eröffnete. 1938 wurde der ursprüngliche Regionalbahnhof in einen Hauptbahnhof umgebaut. Damals schloss der damalige Bahnhof Maliebaan östlich der Innenstadt und die Strecke von Hilversum wurde in den Hauptbahnhof geleitet.
Bis 1973 behielt die Stadt das alte Bahnhofsgebäude von 1865, nachdem es 1936 grundlegend renoviert wurde. Dieses Bahnhofsgebäude wurde in den 1970er Jahren abgerissen und teils vom Einkaufszentrum „Hoog Catharijne“ ersetzt. Seitdem hatte die Bahnhofshalle keinen eigenen Eingang, sondern die Gänge des Einkaufszentrums führen unmittelbar in die Bahnhofshalle. 1989 wurde der Bahnhof um einen Bahnsteig erweitert.
Seit 2008 wird der Bahnhof und bis 2020 weite Teile seiner Umgebung vollständig umgebaut. Die Halle wurde durch eine Glas-Konstruktion des Architektenbüros Benthem Crouwel ersetzt, außerdem werden Bahnsteigdächer erneuert. Die Busstation, welche sich zuvor auf der Ostseite des Bahnhofs befand, wurde auf zwei Haltestellen verteilt.
Der für 420 Millionen Euro umgebaute Bahnhof wurde am 7. Dezember 2016 eröffnet. Die Fläche der Bahnsteighalle wurde von 8.000 auf 25.000 m² vergrößert und eine Fahrradstation für 12.500 Fietsen errichtet. Die Zahl der Weichen reduzierte sich von 186 auf 60, die zulässige Geschwindigkeit von 40 auf bis zu 80 km/h angehoben. Zukünftig sollen stündlich 150 Züge (bislang 100 Züge) abgefertigt werden können.
Ein Modell des neuen Bahnhofs ist im Miniaturpark Madurodam zu besichtigen.

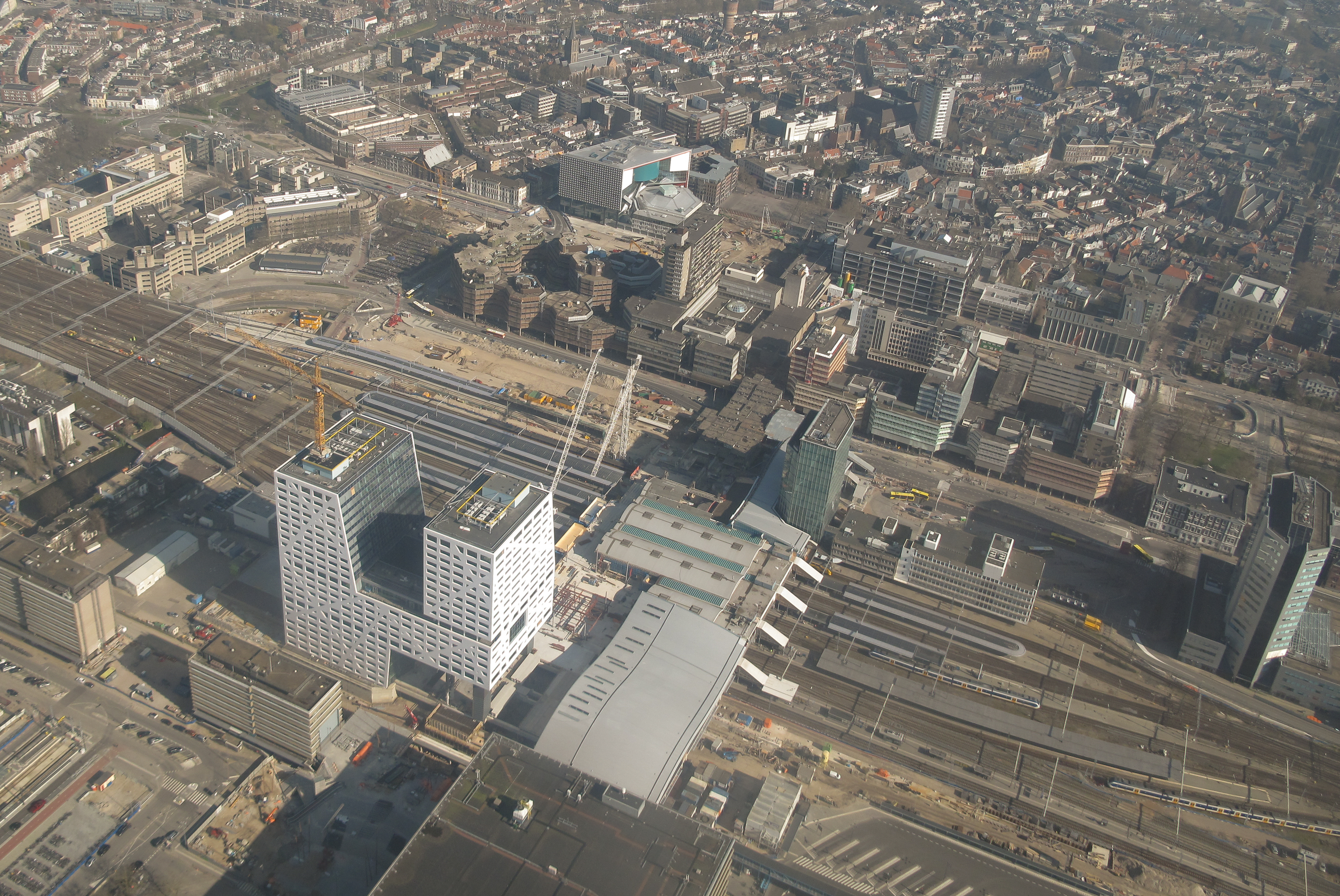
Luftbild des Hauptbahnhofes

## Streckenverbindungen
Im Jahresfahrplan 2022 bedienen folgende Linien den Bahnhof Utrecht Centraal:
| Zugtyp                               | Linienverlauf | Frequenz |
| ------------------------------------ | --- | --- |
| Intercity-Express (NS International) | Amsterdam Centraal – Utrecht Centraal – Arnhem Centraal – Oberhausen Hbf – Duisburg Hbf – Düsseldorf Hbf – Köln Hbf – Frankfurt am Main Flughafen – Frankfurt (Main) Hbf (– Mannheim Hbf – Karlsruhe Hbf – Offenburg – Freiburg (Breisgau) Hbf – Basel Bad Bf – Basel SBB)                | zweistündlich; täglich nach Basel SBB                                                                          |
| Nightjet (NS International)          | Amsterdam Centraal – Utrecht Centraal – Arnhem Centraal – Düsseldorf Hbf – Köln Hbf – Bonn Hbf – Koblenz Hbf – Mainz Hbf – Frankfurt am Main Flughafen – Frankfurt (Main) Hbf – Mannheim Hbf – Karlsruhe Hbf – Offenburg – Freiburg (Breisgau) Hbf – Basel Bad Bf – Basel SBB – Zürich HB | täglich |
| Nightjet (NS International)          | Amsterdam Centraal – Utrecht Centraal – Arnhem Centraal – Düsseldorf Hbf – Köln Hbf – Bonn Hbf – Koblenz Hbf – Mainz Hbf – Frankfurt am Main Flughafen – Würzburg Hbf – Nürnberg Hbf – Innsbruck Hbf/Wien Hbf                                                                             | täglich |
| Intercity                            | Rotterdam Centraal – Utrecht Centraal – Amersfoort Centraal – Zwolle – Groningen | stündlich |
| Intercity                            | Leeuwarden – Meppel – Zwolle – Amersfoort Centraal – Utrecht Centraal – Rotterdam Centraal | stündlich |
| Intercity                            | Maastricht – Sittard – Roermond – Eindhoven Centraal – ’s-Hertogenbosch – Utrecht Centraal – Amsterdam Centraal – Alkmaar (– Schagen – Den Helder) | halbstündlich (fährt nicht abends; fährt nur in der HVZ über Schagen nach Den Helder)                          |
| Intercity                            | Utrecht Centraal – Amsterdam Centraal – Schiphol Airport – Den Haag HS – Rotterdam Centraal | stündlich (Nachtnet)                                                                                           |
| Intercity                            | Den Haag Centraal – Gouda – Utrecht Centraal – Amersfoort Centraal – Deventer – Hengelo – Enschede | stündlich |
| Intercity                            | Den Haag Centraal – Gouda – Utrecht Centraal – Amersfoort Centraal (– Deventer) | halbstündlich (nur in der HVZ bis Deventer; fährt nicht nach 21 Uhr und am Wochenende nicht nach Amersfoort)   |
| Intercity                            | Rotterdam Centraal – Gouda – Utrecht Centraal | halbstündlich (fährt nicht nach 21 Uhr)                                                                        |
| Intercity                            | Enkhuizen – Hoorn – Amsterdam Centraal – Utrecht Centraal – ’s-Hertogenbosch – Eindhoven Centraal – Roermond – Maastricht | halbstündlich (fährt nur abends und sonntagmorgens)                                                            |
| Intercity                            | Nijmegen – Arnhem Centraal – Ede-Wageningen – Utrecht Centraal – Amsterdam Centraal – Alkmaar – Den Helder | halbstündlich                                                                                                  |
| Intercity                            | Schiphol Airport – Utrecht Centraal – Ede-Wageningen – Arnhem Centraal – Nijmegen | halbstündlich (fährt nicht nach 22 Uhr)                                                                        |
| Intercity                            | Arnhem Centraal – Ede-Wageningen – Utrecht Centraal – Amsterdam Zuid – Schiphol Airport – Leiden Centraal – Den Haag HS – Delft – Schiedam Centrum – Rotterdam Centraal | halbstündlich (fährt nicht nach 20 Uhr und am Wochenende)                                                      |
| Intercity                            | Schiphol Airport – Utrecht Centraal – ’s-Hertogenbosch – Eindhoven Centraal – Helmond – Venlo | halbstündlich                                                                                                  |
| Intercity                            | Dordrecht – Rotterdam Centraal – Schiedam Centrum – Delft – Den Haag HS – Leiden Centraal – Schiphol Airport – Amsterdam Zuid – Utrecht Centraal – ’s-Hertogenbosch – Eindhoven Centraal – Helmond – Venlo                                                                                | halbstündlich (fährt nur abends und sonntags)                                                                  |
| Intercity                            | Enkhuizen – Hoorn – Amsterdam Centraal – Utrecht Centraal – ’s-Hertogenbosch – Eindhoven Centraal – Heerlen | halbstündlich (fährt frühmorgens und abends stündlich zwischen Sittard und Heerlen)                            |
| Intercity                            | Leiden Centraal – Alphen aan den Rijn – Woerden – Utrecht Centraal | halbstündlich                                                                                                  |
| Intercity                            | Amersfoort Schothorst – Amersfoort Centraal – Utrecht Centraal – Gouda – Den Haag Centraal | stündlich |
| Intercity                            | Eindhoven Centraal – Utrecht Centraal | stündlich (Nachtnet)                                                                                           |
| Intercity                            | Utrecht Centraal – Amersfoort Centraal | stündlich (Nachtnet)                                                                                           |
| Intercity                            | Utrecht Centraal – Driebergen-Zeist – Veenendaal-De Klomp – Ede-Wageningen – Arnhem Centraal – Elst – Nijmegen | stündlich (Nachtnet)                                                                                           |
| Sprinter                             | Utrecht Centraal – Hilversum – Almere Centrum | halbstündlich (fährt nicht abends)                                                                             |
| Sprinter                             | Utrecht Centraal – Den Dolder – Baarn | halbstündlich                                                                                                  |
| Sprinter                             | Utrecht Centraal – Amersfoort Centraal – Zwolle | halbstündlich                                                                                                  |
| Sprinter                             | Utrecht Centraal – Hilversum – Weesp – Amsterdam Zuid – Schiphol Airport – Hoofddorp | halbstündlich (fährt nicht nach 20 Uhr)                                                                        |
| Sprinter                             | Utrecht Centraal – Geldermalsen – ’s-Hertogenbosch | halbstündlich (fährt nach 20 Uhr und am Wochenende nicht zwischen Woerden und Utrecht Centraal)                |
| Sprinter                             | Den Haag Centraal – Gouda – Utrecht Centraal – Geldermalsen – Tiel | halbstündlich                                                                                                  |
| Sprinter                             | Breukelen – Utrecht Centraal – Driebergen-Zeist – Veenendaal Centrum – Rhenen | halbstündlich                                                                                                  |
| Sprinter                             | Uitgeest – Zaandam – Amsterdam Centraal – Breukelen – Utrecht Centraal – Driebergen-Zeist (– Veenendaal Centrum) | halbstündlich (fährt nicht nach 20 Uhr; fährt nur in der HVZ zwischen Driebergen-Zeist und Veenendaal Centrum) |
| Sprinter                             | (Leiden Centraal – Alphen aan den Rijn –) Woerden – Utrecht Centraal (– Houten Castellum) | halbstündlich (fährt nur in der HVZ die gesamte Strecke; fährt abends und am Wochenende nicht)                 |
| Sprinter                             | Utrecht Centraal – Gouda – Rotterdam Centraal | halbstündlich (fährt frühmorgens in Richtung Rotterdam Centraal)                                               |
| Sprinter                             | Almere Centrum – Hilversum – Utrecht Centraal | halbstündlich (fährt ausschließlich abends)                                                                    |
| Sprinter                             | Utrecht Centraal – Utrecht Maliebaan | stündlich (fährt gemäß den Öffnungszeiten des Nederlands Spoorwegmuseum)                                       |